# Гай Ліциній Красс (трибун 145 року до н. е.)
Гай Ліциній Красс (*Gaius Licinius Crassus, бл. 180 до н. е. — після 140 до н. е.) — політичний діяч Римської республіки.

## Життєпис
Походив з впливового плебейського роду Ліциніїв Крассів. Син Гая Ліцинія Красса, консула 168 року до н. е. Про молоді роки немає відомостей. У 145 році до н. е. обіймав посаду плебейського трибуна. Вніс популярний законопроєкт про обрання жерців у народних зборах замість кооптації, але не домігся його прийняття через протидію претора Гая Лелія. Першим став звертатися до народу з ростр, повернувшись обличчям до форуму, а не до коміція. Втім Плутарх приписує це Гаю Семпронію Гракху.
На думку низки дослідників, обіймав претуру в 129 році до н. е., проте це не доведено. Остання документальна згадка про Ліцинія відноситься до 140 року до н. е.

## Родина
- Гай Ліциній Красс
- Ліцинія, весталка